# 間諜速成班
是一部2020年美國動作喜劇片，由彼得·席格執導，戴夫·巴帝斯塔、克里斯汀·沙爾、帕里莎·費茲-亨利、克蘿伊·科爾曼和郑肯主演。該片2020年4月17日在美國上映。

## 劇情
一名CIA菁英探員為了任務而潛入一個平民的家庭中，但自己的身份卻遭一個9歲小女孩識破，使他為了自保而不得已將間諜技能教給對方。

## 演員
- 戴夫·巴帝斯塔飾演阿傑·西納（JJ Cena）
- 克里斯汀·沙爾飾演芭比·奧爾特（Bobbi Ault）
- 帕里莎·費茲-亨利（英语：Parisa Fitz-Henley）飾演凱特·紐頓（Kate Newton）
- 克蘿伊·科爾曼（英语：Chloe Coleman）飾演蘇菲·紐頓（Sophie Newton）
- 郑肯飾演莊金（Kim Trang）

## 發行
《間諜速成班》原定2019年8月23日在美國上映，但STX影業於2019年7月將其從檔期上撤下。
該片於2020年1月9日在澳大利亞先行上映。之後，美國上映日定為2020年3月13日。由於冠狀病毒病疫情的影響，其美國上映日再度改為2020年4月17日；而英國和加拿大仍於2020年3月13日上映。

## 外部連結
- 官方网站
- 互联网电影数据库（IMDb）上《間諜速成班》的资料（英文）
- 爛番茄上《間諜速成班》的資料（英文）